# Ernst Kohlschütter
Ernst Otto Heinrich Kohlschütter (ur. 26 grudnia 1837 w Dreźnie, zm. 7 września 1905 w Bad Salzschlirf) – niemiecki lekarz.
Syn lekarza Ottona Kohlschüttera (1807–1853) i jego żony Henriette z domu Heydenreich. Początkowo uczył się w domu, od 1850 roku uczęszczał do Sächsisches Landesgymnasium Sankt Afra w Miśni. Od 1865 studiował medycynę na Uniwersytecie w Lipsku. W 1862 otrzymał tytuł doktora medycyny, po przedstawieniu dysertacji doktorskiej dotyczącej głębokości snu. Następnie asystent w klinice w Lipsku u Theodora Webera. Na Uniwersytecie w Halle habilitował się w 1866 i został Privatdozentem balneologii. Wykładał propedeutykę medycyny.
Brał udział jako ochotnik w wojnie francusko-pruskiej. W 1875 został profesorem nadzwyczajnym w Halle.
Ponieważ Kohlschütter krytykował prace Kocha nad tuberkuliną, Ministerstwo Kultury i Oświaty uniemożliwiło mu dalszą karierę akademicką. Ostatecznie w 1890 roku zrzekł się katedry, ale wciąż wykładał na uczelni. Poza praktyką lekarską, poświęcał się wielu sprawom społecznym i politycznym. W 1892 mianowany radnym (Gemeinderat).
Był trzykrotnie żonaty, ostatnio z Helene Spielberg (1842-1898), córką adwokata Wilhelma Spielberga. Para miała pięcioro dzieci, w tym przyszłego astronoma Arnolda Kohlschüttera. Z poprzednich małżeństw miał czworo dzieci, przygarnął też dwoje sierot. 
Zmarł 1905 roku na zawał serca w uzdrowisku Bad Salzschlirf.